# НБА в сезоні 1960–1961
Сезон НБА 1960–1961 був 15-им сезоном в Національній баскетбольній асоціації. Переможцями сезону стали «Бостон Селтікс», які здолали у фінальній серії «Сент-Луїс Гокс».

## Регламент змагання
Участь у сезоні брали 8 команд, розподілених між двома дивізіонами.
По ходу регулярного сезону кожна з команд-учасниць проводила по 79 ігор. До плей-оф, який проходив за видозміненою олімпійською системою, виходили по три кращих команди з кожного дивізіону. На стадії півфіналів дивізіонів у боротьбу вступали команди, що посіли друге і третє місця за результатами регулярного сезону кожного з дивізіонів. Команди, які на цьому етапі здолали суперників у серіях ігор до трьох перемог, виходили до фіналів дивізіонів, в яких проводили серію ігор до чотирьох перемог проти переможця регулярного сезону в своєму дивізіоні.
Чемпіони кожного з дивізіонів, що визначалися на стадії плей-оф, для визначення чемпіона НБА зустрічалися між собою у Фіналі, що складався із серії ігор до чотирьох перемог.

## Регулярний сезон

### Підсумкові таблиці за дивізіонами
| Східний                  | В  | П  | %П   | Відст | Дом   | Гост  | Нейтр | Див   |
| ------------------------ | -- | -- | ---- | ----- | ----- | ----- | ----- | ----- |
| x-«Бостон Селтікс»       | 57 | 22 | .722 | –     | 21–7  | 24–11 | 12–4  | 28–11 |
| x-«Філадельфія Ворріорс» | 46 | 33 | .582 | 11    | 23–6  | 12–21 | 11–6  | 22–17 |
| x-«Сірак'юс Нейшеналс»   | 38 | 41 | .481 | 19    | 19–9  | 8–21  | 11–11 | 18–21 |
| «Нью-Йорк Нікс»          | 21 | 58 | .266 | 36    | 10–22 | 7–25  | 4–11  | 10–29 |

| Західний                 | В  | П  | %П   | Відст | Дом   | Гост  | Нейтр | Див   |
| ------------------------ | -- | -- | ---- | ----- | ----- | ----- | ----- | ----- |
| x-«Сент-Луїс Гокс»       | 51 | 28 | .646 | –     | 29–5  | 15–20 | 7–3   | 25–14 |
| x-«Лос-Анджелес Лейкерс» | 36 | 43 | .456 | 15    | 16–12 | 8–20  | 12–11 | 19–20 |
| x-«Детройт Пістонс»      | 34 | 45 | .430 | 17    | 20–11 | 3–19  | 11–15 | 18–21 |
| «Цинциннаті Роялс»       | 33 | 46 | .418 | 18    | 18–13 | 8–19  | 7–14  | 16–23 |

Легенда:
- x – Учасники плей-оф

## Плей-оф
Переможці пар плей-оф позначені жирним. Цифри перед назвою команди відповідають її позиції у підсумковій турнірній таблиці регулярного сезону конференції. Цифри після назви команди відповідають кількості її перемог у відповідному раунді плей-оф.
|  | Півфінали дивізіонів | Півфінали дивізіонів | Півфінали дивізіонів |              |   | Фінали дивізіонів | Фінали дивізіонів | Фінали дивізіонів |  |  | Фінал НБА | Фінал НБА | Фінал НБА |
|  |                      |                      |                      |              |   |                   |                   |                   |  |  |           |           |           |
|  |                      |                      |                      |              |   |                   |                   |                   |  |  |           |           |           |
|  |                      | 1                    | Сент-Луїс            | 4            |   |                   |                   |                   |  |  |           |           |           |
|  | Західний Дивізіон    | 1                    | Сент-Луїс            | 4            |   |                   |                   |                   |  |  |           |           |           |
|  |                      |                      | 2                    | Л.А. Лейкерс | 3 |                   |                   |                   |  |  |           |           |           |
|  | 3                    | Детройт              | 2                    | Л.А. Лейкерс | 3 | 2                 |                   |                   |  |  |           |           |           |
|  | 3                    | Детройт              |                      |              |   | 2                 |                   |                   |  |  |           |           |           |
|  | 2                    | Л.А. Лейкерс         | 3                    |              |   |                   |                   |                   |  |  |           |           |           |
|  |                      |                      |                      |              |   |                   |                   |                   |  |  | W1        | Сент-Луїс | 1         |
|  |                      |                      | E1                   | Бостон       | 4 |                   |                   |                   |  |  |           |           |           |
|  |                      |                      |                      |              |   |                   |                   |                   |  |  |           |           |           |
|  |                      |                      |                      |              |   |                   |                   |                   |  |  |           |           |           |
|  |                      | 1                    | Бостон               | 4            |   |                   |                   |                   |  |  |           |           |           |
|  | Східний Дивізіон     | 1                    | Бостон               | 4            |   |                   |                   |                   |  |  |           |           |           |
|  |                      |                      | 3                    | Сірак'юс     | 1 |                   |                   |                   |  |  |           |           |           |
|  | 3                    | Сірак'юс             | 3                    | Сірак'юс     | 1 | 3                 |                   |                   |  |  |           |           |           |
|  | 3                    | Сірак'юс             |                      |              |   | 3                 |                   |                   |  |  |           |           |           |
|  | 2                    | Філадельфія          | 0                    |              |   |                   |                   |                   |  |  |           |           |           |

## Лідери сезону за статистичними показниками
| Показник                  | Гравець         | Команда                | Результат |
| ------------------------- | --------------- | ---------------------- | --------- |
| Очки                      | Вілт Чемберлейн | «Філадельфія Ворріорс» | 3,033     |
| Підбирання                | Вілт Чемберлейн | «Філадельфія Ворріорс» | 2,149     |
| Передачі                  | Оскар Робертсон | «Цинциннаті Роялс»     | 690       |
| % влучань з гри           | Вілт Чемберлейн | «Філадельфія Ворріорс» | .509      |
| % влучань штрафних кидків | Білл Шерман     | «Бостон Селтікс»       | .921      |

## Нагороди НБА

### Щорічні нагороди
- Найцінніший гравець: Білл Расселл, «Бостон Селтікс»
- Новачок року: Оскар Робертсон, «Цинциннаті Роялс»

| - Перша збірна всіх зірок: - Вілт Чемберлейн, «Філадельфія Ворріорс» - Боб Коузі, «Бостон Селтікс» - Оскар Робертсон, «Цинциннаті Роялс» - Боб Петтіт, «Сент-Луїс Гокс» - Елджин Бейлор, «Лос-Анджелес Лейкерс» | - Друга збірна всіх зірок: - Ларрі Кастелло, «Сірак'юс Нейшеналс» - Том Гейнсон, «Бостон Селтікс» - Білл Расселл, «Бостон Селтікс» - Дольф Шеєс, «Сірак'юс Нейшеналс» - Джин Шу, «Детройт Пістонс» |